# Coupe du monde de combiné nordique 1998-1999
Navigation
1997–1998 1999–2000
| \| Rovaniemi Lillehammer Oberwiesenthal Schonach Štrbské Pleso Liberec Saint-Moritz Val di Fiemme Chaux-Neuve Lahti Falun Oslo Zakopane \| Les sites des compétitions. |
| Rovaniemi Lillehammer Oberwiesenthal Schonach Štrbské Pleso Liberec Saint-Moritz Val di Fiemme Chaux-Neuve Lahti Falun Oslo Zakopane                                   |

| \| Steamboat Springs \| Le site de la compétition aux États-Unis. |
| Steamboat Springs                                                 |

La Coupe du monde de combiné nordique 1999 :

## Classement final
| Rang | Nom                 | Pays               | Points |
| ---- | ------------------- | ------------------ | ------ |
| 1    | Bjarte Engen Vik    | Norvège            | 2035   |
| 2    | Hannu Manninen      | Finlande           | 1667   |
| 3    | Ladislav Rygl       | République tchèque | 1140   |
| 4    | Felix Gottwald      | Autriche           | 1080   |
| 5    | Samppa Lajunen      | Finlande           | 986    |
| 6    | Kenneth Braaten     | Norvège            | 979    |
| 7    | Kenji Ogiwara       | Japon              | 977    |
| 8    | Todd Lodwick        | États-Unis         | 898    |
| 9    | Fred Børre Lundberg | Norvège            | 887    |
| 10   | Dmitrij Sinitzyn    | Russie             | 881    |

## Calendrier
| Étape                                                | Date             | Épreuve                             | Vainqueur        | Deuxième         | Troisième         |
| Rovaniemi                                            |                  |                                     |                  |                  |                   |
| 1.                                                   | 21 novembre 1998 | Gundersen individuel – K90 / 15 km  | Hannu Manninen   | Bjarte Engen Vik | Todd Lodwick      |
| 2.                                                   | 24 novembre 1998 | Sprint – K90 / 7,5 km               | Hannu Manninen   | Samppa Lajunen   | Bjarte Engen Vik  |
| Lillehammer                                          |                  |                                     |                  |                  |                   |
| 3.                                                   | 27 novembre 1998 | Gundersen individuel – K90 / 15 km  | Bjarte Engen Vik | Ladislav Rygl    | Hannu Manninen    |
| 4.                                                   | 29 novembre 1998 | Sprint – K90 / 7,5 km               | Hannu Manninen   | Felix Gottwald   | Bjarte Engen Vik  |
| Steamboat Springs                                    |                  |                                     |                  |                  |                   |
| 5.                                                   | 10 décembre 1998 | Sprint – K88 / 7,5 km               | Hannu Manninen   | Bjarte Engen Vik | Felix Gottwald    |
| 6.                                                   | 12 décembre 1998 | Gundersen individuel – K88 / 15 km  | Bjarte Engen Vik | Hannu Manninen   | Felix Gottwald    |
| Oberwiesenthal                                       |                  |                                     |                  |                  |                   |
| 7.                                                   | 29 décembre 1998 | Sprint – K90 / 7,5 km               | Hannu Manninen   | Kenneth Braaten  | Samppa Lajunen    |
| Schonach (Coupe de la Forêt-noire)                   |                  |                                     |                  |                  |                   |
| 8.                                                   | 3 janvier 1999   | Gundersen individuel – K90 / 15 km  | Bjarte Engen Vik | Jaakko Tallus    | Samppa Lajunen    |
| Štrbské Pleso                                        |                  |                                     |                  |                  |                   |
| 9.                                                   | 9 janvier 1999   | Gundersen individuel – K90 / 15 km  | Bjarte Engen Vik | Kenneth Braaten  | Felix Gottwald    |
| Liberec                                              |                  |                                     |                  |                  |                   |
| 10.                                                  | 16 janvier 1999  | Gundersen individuel – K90 / 15 km  | Bjarte Engen Vik | Hannu Manninen   | Felix Gottwald    |
| Saint-Moritz                                         |                  |                                     |                  |                  |                   |
| 11.                                                  | 24 janvier 1999  | Sprint – K95 / 7,5 km               | Bjarte Engen Vik | Hannu Manninen   | Kenneth Braaten   |
| Val di Fiemme                                        |                  |                                     |                  |                  |                   |
| 12.                                                  | 26 janvier 1999  | Gundersen individuel – K90 / 15 km  | Bjarte Engen Vik | Samppa Lajunen   | Knut Tore Apeland |
| Chaux-Neuve                                          |                  |                                     |                  |                  |                   |
| 13.                                                  | 30 janvier 1999  | Gundersen individuel – K90 / 15 km  | Samppa Lajunen   | Todd Lodwick     | Ladislav Rygl     |
|                                                      |                  |                                     |                  |                  |                   |
| Ramsau Championnats du monde (19 au 28 février 1999) |                  |                                     |                  |                  |                   |
|                                                      |                  |                                     |                  |                  |                   |
| Lahti                                                |                  |                                     |                  |                  |                   |
| 14.                                                  | 6 mars 1999      | Gundersen individuel – K90 / 15 km  | Samppa Lajunen   | Bjarte Engen Vik | Sebastian Haseney |
| Falun                                                |                  |                                     |                  |                  |                   |
| 15.                                                  | 11 mars 1999     | Sprint – K95 / 7,5 km               | Ladislav Rygl    | Kenji Ogiwara    | Hannu Manninen    |
| Oslo                                                 |                  |                                     |                  |                  |                   |
| 16.                                                  | 12 mars 1999     | Gundersen individuel – K115 / 15 km | Bjarte Engen Vik | Hannu Manninen   | Kenji Ogiwara     |
| Zakopane                                             |                  |                                     |                  |                  |                   |
| 17.                                                  | 21 mars 1999     | Gundersen individuel – K85 / 15 km  | Bjarte Engen Vik | Satoshi Mori     | Ladislav Rygl     |